# João Ernesto II, Duque de Saxe-Weimar
João Ernesto II (11 de Setembro de 1627, Weimar – 15 de Maio de 1683, Weimar), foi um duque de Saxe-Weimar. Foi o filho mais velho de Guilherme, Duque de Saxe-Weimar e da princesa Leonor Doroteia de Anhalt-Dessau.

## Vida
Após a morte do pai em 1662, João Ernesto II tornou-se duque reinante de Saxe-Weimar. Em 1672, dividiu os seus territórios com os irmãos mais novos. Ficou com Weimar, o seu irmão João Jorge I recebeu Eisenach, e o seu outro irmão, Bernardo, recebeu Jena. Eventualmente, as terras repartidas, Saxe-Weimar, Saxe-Eisenach (1741) e Saxe-Jena (1690) voltaram a juntar-se no mesmo território.
Tal como o seu pai, João Ernesto interessava-se muito pelas artes (ver Sociedade Frutífera). Era também um caçador ávido. Uma vez que tinha outros interesses, João Ernesto entregou as rédeas do poder ao seu chanceler.

## Casamento e descendência
Em Weimar, a 14 de Agosto de 1656, João Ernesto casou-se com a princesa Cristina Isabel, filha de João Cristiano, Duque de Schleswig-Holstein-Sonderburg. Tiveram cinco filhos:
1. Ana Doroteia de Saxe-Weimar (12 de Novembro de 1657 - 23 de Junho de 1704), abadessa de Quedlimburgo (1685–1704).
2. Guilhermina Cristina de Saxe-Weimar (26 de Janeiro de 1658 - 30 de Junho de 1712), casada com Cristiano Guilherme I, Príncipe de Schwarzburg-Sondershausen; com descendência.
3. Leonor Sofia de Saxe-Weimar (22 de Março de 1660 - 4 de Fevereiro de 1687), casada com Filipe, Duque de Saxe-Merseburg-Lauchstädt; com descendência.
4. Guilherme Ernesto, Duque de Saxe-Weimar (19 de Outubro de 1662 - 26 de Agosto de 1728), casado com a princesa Carlota Maria de Saxe-Jena; sem descendência.
5. João Ernesto III, Duque de Saxe-Weimar (22 de Junho de 1664 - 10 de Maio de 1707), casado primeiro com a princesa Sofia Augusta de Anhalt-Zerbst; com descendência. Casado depois com a princesa Carlota de Hesse-Homburgo; com descendência.

## Genealogia
| João Ernesto II, Duque de Saxe-Weimar | Pai: Guilherme, Duque de Saxe-Weimar  | Avô paterno: João II, Duque de Saxe-Weimar           | Bisavô paterno: João Guilherme, Duque de Saxe-Weimar       |
| João Ernesto II, Duque de Saxe-Weimar | Pai: Guilherme, Duque de Saxe-Weimar  | Avô paterno: João II, Duque de Saxe-Weimar           | Bisavó paterna: Doroteia Susana do Palatinado-Simmern      |
| João Ernesto II, Duque de Saxe-Weimar | Pai: Guilherme, Duque de Saxe-Weimar  | Avó paterna: Doroteia Maria de Anhalt                | Bisavô paterno: João Jorge I, Príncipe de Anhalt-Dessau    |
| João Ernesto II, Duque de Saxe-Weimar | Pai: Guilherme, Duque de Saxe-Weimar  | Avó paterna: Doroteia Maria de Anhalt                | Bisavó paterna: Leonor de Württemberg                      |
| João Ernesto II, Duque de Saxe-Weimar | Mãe: Leonor Doroteia de Anhalt-Dessau | Avô materno: João Jorge I, Príncipe de Anhalt-Dessau | Bisavô materno: Joaquim Ernesto, Príncipe de Anhalt        |
| João Ernesto II, Duque de Saxe-Weimar | Mãe: Leonor Doroteia de Anhalt-Dessau | Avô materno: João Jorge I, Príncipe de Anhalt-Dessau | Bisavó materna: Inês de Barby-Mühlingen                    |
| João Ernesto II, Duque de Saxe-Weimar | Mãe: Leonor Doroteia de Anhalt-Dessau | Avó materna: Doroteia do Palatinado-Simmern          | Bisavô materno: João Casimiro, Conde do Palatinato-Simmern |
| João Ernesto II, Duque de Saxe-Weimar | Mãe: Leonor Doroteia de Anhalt-Dessau | Avó materna: Doroteia do Palatinado-Simmern          | Bisavó materna: Isabel da Saxónia                          |